# 대전법동중학교
대전법동중학교(大田法洞中學校)는 대한민국 대전광역시 대덕구 법동에 있는 공립 중학교이다.

## 학교 연혁
- 1992년 3월 11일 : 대전법동중학교 설립인가
- 1993년 3월 1일 : 초대 김형태 교장 취임
- 1993년 3월 5일 :  개교식 및 입학식
- 2022년 9월 1일 : 제14대 김상국 교장 부임
- 2024년 1월 31일 : 제29회 졸업식(138명)

## 참고 자료
- 대전법동중학교 - 한국교육학술정보원 학교알리미